# ساکو شاهینیان
ساکو شاهینیان (ارمنی: Սաքո Շահինյան؛ انگلیسی: Sako Shahinian؛ زادهٔ ۱۹۸۰) یک تصویرگر آمریکایی ارمنی‌تبار است که آثار وی در پروژه‌های سیستم آو ا داون مورد استفاده قرار گرفته است.